# Айлин Колинс
Айлин Мери Колинс (на английски: Eileen Marie Collins) е американски астронавт и първата жена в света командир на космически кораб.

## Образование
Айлин Колинс завършва гимназия през 1974 г. в родния си град. През 1976 г. се дипломира в Корнинг комюнити колидж със специалност математика. Завършва университета в Сиракюз през 1978 г. с бакалавърска степен по математика. През 1986 г. защитава магистратура в Станфордския университет, а през 1989 г. – в университета Уебстър. Същата година завършва школата на ВВС за тест пилоти. Тя е едва втората жена в историята на USAF, която става тест пилот.

## Военна кариера
След дипломирането си, Колинс служи три години в авиобазата Ванс като инструктор на учебния реактивен самолет T-38 Talon. След това службата и продължава в авиобазата Травис като командир на тежък военнотранспортен самолет C-141 Starlifter. Участва в бойните действия в Гранада – операция Ърджънт Фюри.

## Служба в НАСА
А. Колинс е избрана за астронавт от НАСА на 17 януари 1990 г., Астронавтска група №13. През 1992 г. завършва курса на обучение и е включена в полетните графици по програмата Спейс шатъл. Айлин Колинс е взела участие в четири космически полета:
| Космически полети на Айлин Колинс                          | Космически полети на Айлин Колинс | Космически полети на Айлин Колинс | Космически полети на Айлин Колинс | Космически полети на Айлин Колинс | Космически полети на Айлин Колинс    | Космически полети на Айлин Колинс |
| №                                                          | Дата                              | КК                                | Емблема на мисията                | Функции                           | Продължителност                      |                                   |
| ---------------------------------------------------------- | --------------------------------- | --------------------------------- | --------------------------------- | --------------------------------- | ------------------------------------ | --------------------------------- |
| 1                                                          | 3 февруари 1995                   | „Дискавъри“, мисия STS-63         |                                   | Пилот                             | 8 денонощия 06 часа 28 мин. 15 сек.  |                                   |
| 2                                                          | 15 май 1997                       | „Атлантис“, мисия STS-84          |                                   | Пилот                             | 9 денонощия 05 часа 20 мин. 47 сек.  |                                   |
| 3                                                          | 23 юли 1999                       | „Колумбия“, мисия STS-93          |                                   | Командир                          | 4 денонощия 22 часа 50 мин. 18 сек.  |                                   |
| 4                                                          | 26 юли 2005                       | „Дискавъри“, мисия STS-114        |                                   | Командир                          | 13 денонощия 21 часа 32 мин. 48 сек. |                                   |
| Сумарно време в космоса – 38 денонощия 08 часа и 10 минути |                                   |                                   |                                   |                                   |                                      |                                   |

- Айлин Колинс е първата жена в света пилот на космическата совалка.
- Първата жена в света командир на космически кораб с многочленен екипаж (Валентина Терешкова е командир на Восток 6, но лети в космоса сама).
- Първата жена в света, която има два космически полета като командир на космически кораб.
- По време на последната си мисия, Айлин Колинс става първият астронавт в света, който осъществява орбитална маневра с пълно завъртане на 360°.

## Награди
- Медал за отлична служба;
- Летателен кръст за заслуги;
- Медал за похвална служба;
- Медал за похвала;
- Медал за похвала на USAF;
- Медал на експедиционните сили;
- Орден на Почетния легион (Франция);
- Медал на НАСА за изключително лидерство;
- Медал на НАСА за участие в космически полет (4).

Айлин Колинс е приета в Националната зала на славата и включена в Енциклопедия Британика като една от 300-те най-забележителни жени в световната история.